# بربت
بَربَت یا بربط سازی ایرانی از گونهٔ سازهای کاسه‌بزرگ و دسته‌کوتاه از خانوادهٔ لوت از ردهٔ سازهای زهی زخمه‌ای است که شباهت بسیار زیادی به عود دارد. این ساز در مقایسه با عود دارای کاسهٔ کوچک‌تر و دستهٔ بلندتر و صدای متمایزی است.

## تاریخچه
پیشینهٔ ساز بربت به دوران نوازندگی باربَد در دربار خسروپرویز بازمی‌گردد. گفته می‌شود که نام بربت برگرفته از نام «باربد» می‌باشد. براساس مقاله‌ای در مجلهٔ پژوهشنامه ایران باستان، در دورهٔ ساسانی، نقش ساز بربت در صحنه‌های متنوع، روی فرم‌های مختلفی از ظروف فلزی نقر شده است که اغلب صحنه‌ها نمایش‌دهندهٔ بزم‌ها، ضیافت‌ها و جشن‌های درباری هستند و به‌طورکلی، جایگاه ویژه و رفیع ساز بربت را در فرهنگ موسیقی عصر ساسانی به تصویر می‌کشند.
تصویر این ساز در سنگ‌نگاره‌ها و مینیاتورها به‌وفور ثبت شده است. استفاده از این ساز در دوران قاجار به‌علت حجم صدای کم محدود شد، به طوری که کمابیش از ارکستر موسیقی سنتی ایرانی حذف گردید. ساز بربط در دهه‌های اخیر به همت ابراهیم قنبری‌مهر بازسازی و توسط نوازندگانی چون حسین بهروزی‌نیا در کنسرت‌های متعدد داخلی و خارجی نواخته شد، به‌طوری‌که اکنون عضوی جدایی‌ناپذیر در ارکستر موسیقی سنتی ایرانی به‌شمار می‌رود.

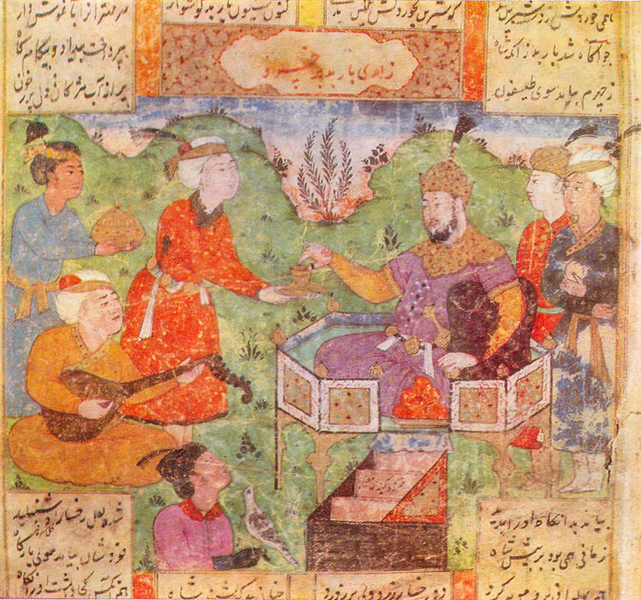
باربد درحال نوازندگی بربط برای خسروپرویز